# Karine Guerra de Souza
Karine Guerra de Souza (ur. 25 lutego 1979 w Caxias do Sul) – brazylijska siatkarka, grająca na pozycji rozgrywającej. Od stycznia 2019 roku występuje w drużynie Audax/Osasco.

## Sukcesy klubowe
Superpuchar Hiszpanii:
- 2008

Klubowe Mistrzostwa Ameryki Południowej:
- 2011, 2012, 2018

Klubowe Mistrzostwa Świata:
- 2012
- 2011

Mistrzostwo Brazylii:
- 2012
- 2013
- 2018

Puchar Szwajcarii:
- 2014

Mistrzostwo Szwajcarii:
- 2014

## Nagrody indywidualne
- 2011 - Najlepsza rozgrywająca Klubowych Mistrzostw Ameryki Południowej